# Augusta di Württemberg
Augusta Guglielmina Enrichetta di Württemberg (Stoccarda, 4 ottobre 1826 – Stoccarda, 3 dicembre 1898) era figlia di Guglielmo I di Württemberg, re di Württemberg dal 1816 al 1864, e della seconda moglie, sua cugina Paolina di Württemberg.

## Biografia
Venne data in moglie al principe Ermanno di Sassonia-Weimar-Eisenach; le nozze vennero celebrate il 17 giugno 1851 a Friedrichshafen.
Augusta diede alla luce sei figli:
- Paolina (1852-1904)

sposò nel 1873 il granduca ereditario Carlo Augusto di Sassonia-Weimar-Eisenach (1844-1894)
- Guglielmo (1853-1924)

sposò nel 1885 la principessa Gerta di Isenburg-Büdingen-Wächtersbach (1863-1945)
- Bernardo (1855-1907), dal 1901 "Conte di Crayenburg", sposò

1. nel 1900 Marie Louise Brockmüller (1866-1903)
2. nel 1905 la contessa Elisabeth von der Schulenburg (1869-1940)

- Alessandro (1857-1891)
- Ernesto (1859-1909)
- Olga (1869-1924)

sposò nel 1902 il principe Leopoldo of Isenburg-Büdingen-Birstein (1866-1933), figlio maggiore di Carlo, principe di Isenburg e Büdingen in Birstein.

## Ascendenza
|                                             |                                    |                                                      | Genitori                                       |  |  | Nonni |  |  | Bisnonni                           |  |  | Trisnonni                         |  |
|                                             |                                    |                                                      |                                                |  |  |       |  |  | Federico II Eugenio di Württemberg |  |  | Carlo I Alessandro di Württemberg |  |
|                                             |                                    |                                                      |                                                |  |  |       |  |  | Federico II Eugenio di Württemberg |  |  | Carlo I Alessandro di Württemberg |  |
|                                             |                                    | Maria Augusta di Thurn und Taxis                     |                                                |  |  |       |  |  | Federico II Eugenio di Württemberg |  |  |                                   |  |
| Federico I di Württemberg                   |                                    |                                                      |                                                |  |  |       |  |  | Federico II Eugenio di Württemberg |  |  |                                   |  |
|                                             |                                    | Federica Dorotea di Brandeburgo-Schwedt              | Federico Guglielmo di Brandeburgo-Schwedt      |  |  |       |  |  |                                    |  |  |                                   |  |
|                                             |                                    | Federica Dorotea di Brandeburgo-Schwedt              | Federico Guglielmo di Brandeburgo-Schwedt      |  |  |       |  |  |                                    |  |  |                                   |  |
|                                             |                                    | Federica Dorotea di Brandeburgo-Schwedt              | Sofia Dorotea di Prussia                       |  |  |       |  |  |                                    |  |  |                                   |  |
| Guglielmo I di Württemberg                  |                                    | Federica Dorotea di Brandeburgo-Schwedt              |                                                |  |  |       |  |  |                                    |  |  |                                   |  |
|                                             |                                    | Carlo Guglielmo Ferdinando di Brunswick-Wolfenbüttel | Carlo I di Brunswick-Wolfenbüttel              |  |  |       |  |  |                                    |  |  |                                   |  |
|                                             |                                    | Carlo Guglielmo Ferdinando di Brunswick-Wolfenbüttel | Carlo I di Brunswick-Wolfenbüttel              |  |  |       |  |  |                                    |  |  |                                   |  |
|                                             |                                    | Carlo Guglielmo Ferdinando di Brunswick-Wolfenbüttel | Filippina Carlotta di Prussia                  |  |  |       |  |  |                                    |  |  |                                   |  |
| Augusta di Brunswick-Wolfenbüttel           |                                    | Carlo Guglielmo Ferdinando di Brunswick-Wolfenbüttel |                                                |  |  |       |  |  |                                    |  |  |                                   |  |
|                                             |                                    | Augusta di Hannover                                  | Federico, principe del Galles                  |  |  |       |  |  |                                    |  |  |                                   |  |
|                                             |                                    | Augusta di Hannover                                  | Federico, principe del Galles                  |  |  |       |  |  |                                    |  |  |                                   |  |
|                                             |                                    | Augusta di Hannover                                  | Augusta di Sassonia-Gotha-Altenburg            |  |  |       |  |  |                                    |  |  |                                   |  |
| principessa Augusta di Württemberg          |                                    | Augusta di Hannover                                  |                                                |  |  |       |  |  |                                    |  |  |                                   |  |
|                                             | Federico II Eugenio di Württemberg | Carlo I Alessandro di Württemberg                    |                                                |  |  |       |  |  |                                    |  |  |                                   |  |
|                                             | Federico II Eugenio di Württemberg | Carlo I Alessandro di Württemberg                    |                                                |  |  |       |  |  |                                    |  |  |                                   |  |
|                                             | Federico II Eugenio di Württemberg | Maria Augusta di Thurn und Taxis                     |                                                |  |  |       |  |  |                                    |  |  |                                   |  |
| Ludovico Federico Alessandro di Württemberg | Federico II Eugenio di Württemberg |                                                      |                                                |  |  |       |  |  |                                    |  |  |                                   |  |
|                                             |                                    | Federica Dorotea di Brandeburgo-Schwedt              | Federico Guglielmo di Brandeburgo-Schwedt      |  |  |       |  |  |                                    |  |  |                                   |  |
|                                             |                                    | Federica Dorotea di Brandeburgo-Schwedt              | Federico Guglielmo di Brandeburgo-Schwedt      |  |  |       |  |  |                                    |  |  |                                   |  |
|                                             |                                    | Federica Dorotea di Brandeburgo-Schwedt              | Sofia Dorotea di Prussia                       |  |  |       |  |  |                                    |  |  |                                   |  |
| Paolina di Württemberg                      |                                    | Federica Dorotea di Brandeburgo-Schwedt              |                                                |  |  |       |  |  |                                    |  |  |                                   |  |
|                                             |                                    | Carlo Cristiano di Nassau-Weilburg                   | Carlo Augusto di Nassau-Weilburg               |  |  |       |  |  |                                    |  |  |                                   |  |
|                                             |                                    | Carlo Cristiano di Nassau-Weilburg                   | Carlo Augusto di Nassau-Weilburg               |  |  |       |  |  |                                    |  |  |                                   |  |
|                                             |                                    | Carlo Cristiano di Nassau-Weilburg                   | Augusta Federica Guglielmina di Nassau-Idstein |  |  |       |  |  |                                    |  |  |                                   |  |
| Enrichetta di Nassau-Weilburg               |                                    | Carlo Cristiano di Nassau-Weilburg                   |                                                |  |  |       |  |  |                                    |  |  |                                   |  |
|                                             |                                    | Carolina d'Orange-Nassau                             | Guglielmo IV di Orange-Nassau                  |  |  |       |  |  |                                    |  |  |                                   |  |
|                                             |                                    | Carolina d'Orange-Nassau                             | Guglielmo IV di Orange-Nassau                  |  |  |       |  |  |                                    |  |  |                                   |  |
|                                             |                                    | Carolina d'Orange-Nassau                             | Anna di Hannover                               |  |  |       |  |  |                                    |  |  |                                   |  |
|                                             |                                    | Carolina d'Orange-Nassau                             |                                                |  |  |       |  |  |                                    |  |  |                                   |  |